# Myoxocephalus octodecemspinosus
Myoxocephalus octodecemspinosus is een straalvinnige vissensoort uit de familie van donderpadden (Cottidae). De wetenschappelijke naam van de soort is voor het eerst geldig gepubliceerd in 1814 door Mitchill.